# Campionati assoluti estivi
I Campionati Assoluti estivi è una manifestazione sportiva di tuffi per atleti italiani e stranieri valida per assegnare il titolo italiano di Campione assoluto. Attualmente sono previste le gare di trampolino 1 metro e 3 metri, piattaforma 10 metri, tuffi sincronizzati 3 metri e piattaforma.

## Ultime edizioni
| Anno | Luogo               | Data                    |
| ---- | ------------------- | ----------------------- |
| 2002 | Cosenza             | 19-21 luglio 2002       |
| 2003 | Cosenza             | 8-10 agosto 2003        |
| 2004 | Colle di Val d'Elsa | 30 luglio-1 agosto 2004 |
| 2005 | Riccione            | 1-3 agosto              |
| 2006 | Roma                | 14-16 agosto            |
| 2007 | Bolzano             | 12-15 luglio            |
| 2008 | Riccione            | 11-13 luglio            |
| 2009 | Cosenza             | 26-28 giugno            |
| 2010 | Bergamo             | 23-25 luglio            |
| 2011 | Bergamo             | 23-31 luglio            |
| 2012 | Cosenza             | 6-8 luglio              |
| 2013 | Trieste             | 7-9 giugno              |
| 2014 | Cosenza             | 25-27 luglio            |
| 2015 | Bergamo             | 10-12 luglio            |
| 2016 | Roma                | 20-22 giugno            |
| 2017 | Cosenza             | 28-30 luglio            |
| 2018 | Bolzano             | 13-15 luglio            |
| 2019 | Bolzano             | 24-26 maggio            |
| 2020 | Bolzano             | 5-7 agosto              |
| 2021 | Roma                | 16-18 luglio            |
| 2022 | Bolzano             | 29-31 luglio            |
| 2023 | Roma                | 29-31 luglio            |
| 2024 |                     |                         |